# マリンパーク境ガ浜

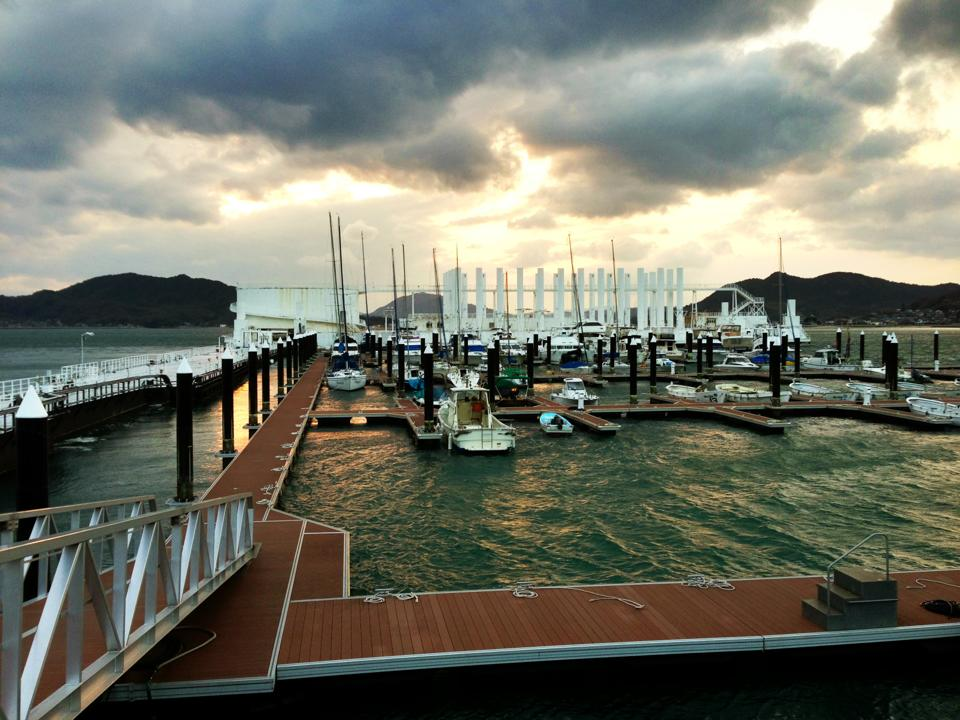
境ガ浜マリーナ

マリンパーク境ガ浜（マリンパークさかいがはま）は、広島県尾道市浦崎町と沼隈郡沼隈町（現在の福山市沼隈町）にまたがる地域にかつて存在していた総合リゾート施設である。水族館などは1999年に閉鎖され、2015年現在は境ガ浜マリーナとして、リゾートホテル「ベラビスタ境ガ浜」の付属施設として運営されている。

## 概要
1980年代に中国地方で幾つか計画されたマリンリゾート開発の一つで、これに1987年総合保養地域整備法（リゾート法）施行後計画された”瀬戸内中央リゾート構想”の一つとして整備が進んだマリンリゾート施設である。1989年4月、海と島の博覧会にあわせてに開場。元々この地は名前もない砂浜で、沼隈郡と尾道市の境にある浜から「境ガ浜」の名が付いた。尾道市や沼隈町、常石造船、通産省の外郭団体の産業基盤整備資金などの出資で設立した第三セクター・瀬戸内海中部開発が運営した。常石造船は、資本金2億5000万のうち8300万円を出資し、施設の内の人工島・フローティングアイランド部分を経営したが、陸上部分の施設と客船は同じ常石の「境が浜マリンアンドクルーズ」が運営した。尾道市と沼隈町は3000万ずつ、産業基盤整備基金は6000万出資した。
約5200m2の人工島・フローティングアイランドは、海に浮かぶギリシャ・パルテノン神殿をイメージして常石造船で造られ、夜間はライトアップされた。水族館を中心に、人工海浜・マリーナと入場口のある管理棟（センターハウス）にフィシャーマンズワーフと貝博物館等からなる。マリーナと水族館を結ぶ桟橋には大砲を積んだ帆船（美術館として機能）が係留され、大型船「サウンズ・オブ・セト」でのクルージングも楽しめた。以前からこの地の高台にあった常石グループのリゾートホテル「ベラビスタ境ガ浜」や、のちに近くにできたアンクル船長の館、自動車で10分程度のところにあるみろくの里も含めて、すべて常石造船関連の総合リゾート施設だった。常石造船ではグループの「ツネイシリサーチアンドデベロップメント」が担当した。

## マリンパーク境ガ浜の終焉
この場所は尾道市・福山市内の双方から交通の便が悪く、唯一の道路・広島県道389号草深古市松永線も、全般に渡って狭隘道路であり、観光バスが簡単にいける場所ではなかった。水族館の入場客は初年度27万人であったが1997年度は15万人に落ち込んだ。施設として赤字となったのは1997年度が初であった（3800万円の赤字）、1998年3月までに1億2300万円の累積赤字となり瀬戸内海中部開発は「マリンパーク境ガ浜」としての事業継続が困難と同年5月に判断、尾道市や沼隈町もこれを議会で承認し閉鎖の方針が決定した。1999年より金融機関から借りた借入金12億円の返済が始まることも懸念された。この判断には、常石造船経営陣の、「このままでは赤字を積み重ね、損失補てんに余分な金がかかる」「行政に負担を求めれば税金の無駄遣いにもなる」「企業が責任を持って引き継いだ方がベストだ」などの意見が影響したとされる。尾道市は、2000年のしまなみ海道開通を睨んで事業継続を希望したが、尾道市として新規の増資は出来なかった。水族館は海外に売却、借入金の返済に充てる提案があったが、実現しなかった。施設への道路整備が遅れたことが経営不振の原因の1つとして挙げられた。営業時間は午前9時から午後9時で入場料は大人1300円、中学生以下800円であった。1997年8月17日以前は午前9時から午後10時、入場料大人2000円中学生以下1000円だった。1998年度の入場者数は10万人であった。1999年8月31日、瀬戸内海中部開発は解散し、株式は筆頭株主の常石造船に譲渡された。水族館は閉鎖された。

## 境ガ浜マリーナとして

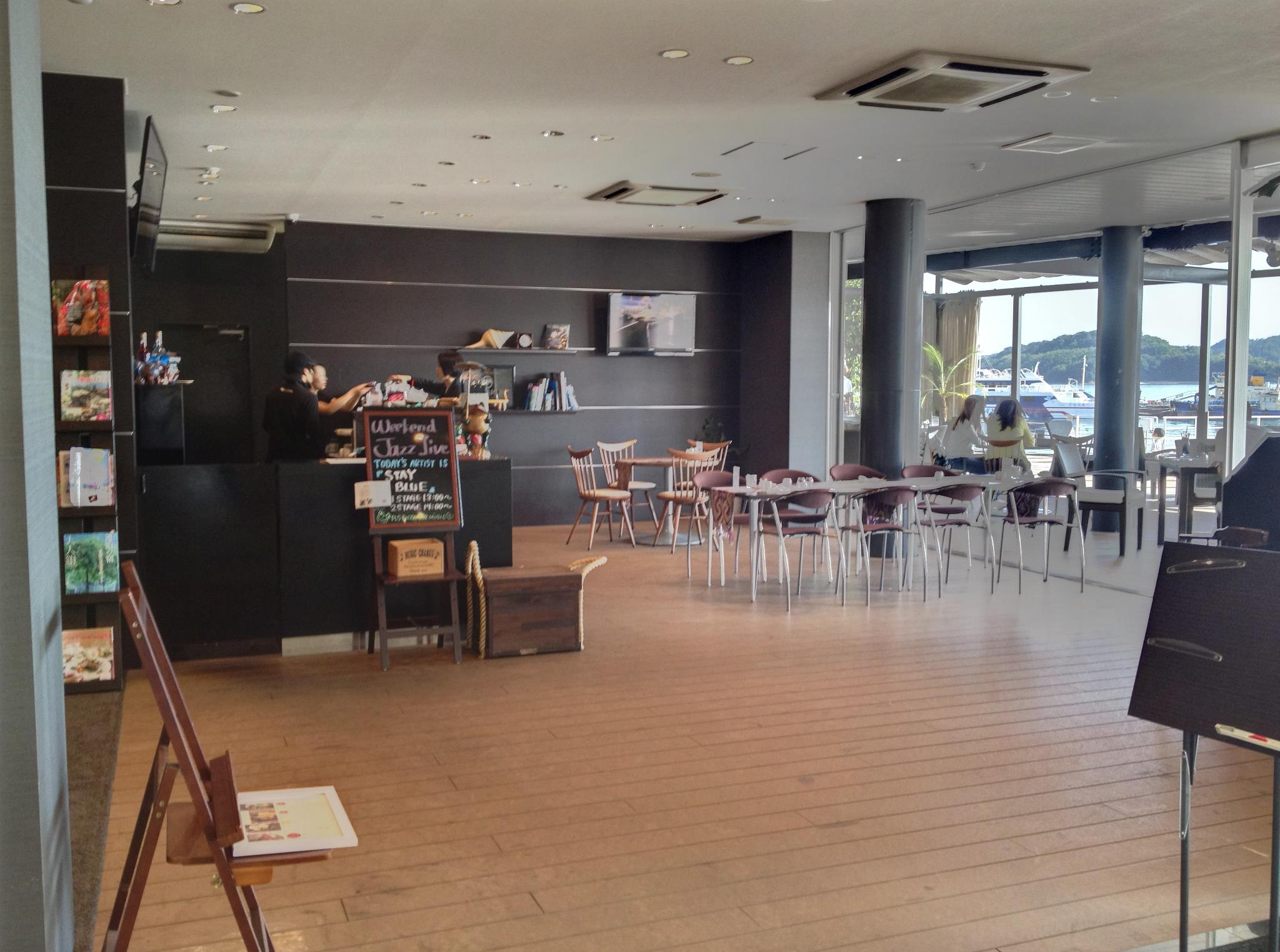
境ガ浜マリーナの爽風カフェ。2015年現在はリニューアルして別名で営業中

マリーナは常石グループによって継続運営されることとなった。借入金12億円は常石グループが引き継いだ。2015年現在はツネイシホールディングスの子会社、ツネイシLR株式会社が運営している。小型船舶操縦士免許教室等も開催されている。2012年より「アクティビティ・コンシェルジュ」がマシンスポーツの提案を行うシステムが導入された。常石造船で建造中の船を間近に見る「探検、造船工場クルーズ」等のコースが楽しめる。2012年5月には、全国で15か所目となる「海の駅」に指定された。海の駅としての名称は「さかいがはま海の駅」。
- 規模 : 3,600m2（陸域）、10,400m2（水域）
- 保管能力
  - 陸置 : ヨット、モーターボート(4m-14m) 50隻分
  - 水面 : ヨット、モーターボート(7.5m-16m) 100隻分、新規保管可能30隻分、ビジターバース20隻分、60フィートまで[8]
- 付帯 : 揚降クレーン(15t) 1基、駐車場(50台) 、レストラン、会議室
- 住所 : 広島県尾道市浦崎町1359（北緯34度23分29秒 東経133度17分6秒 / 北緯34.39139度 東経133.28500度）

### ガンツウの運航
2017年より食事をテーマにしたクルーズ船ガンツウを運行している。境ガ浜マリーナの東側岸壁を発着に使用している。

## 終業した主な施設やサービス

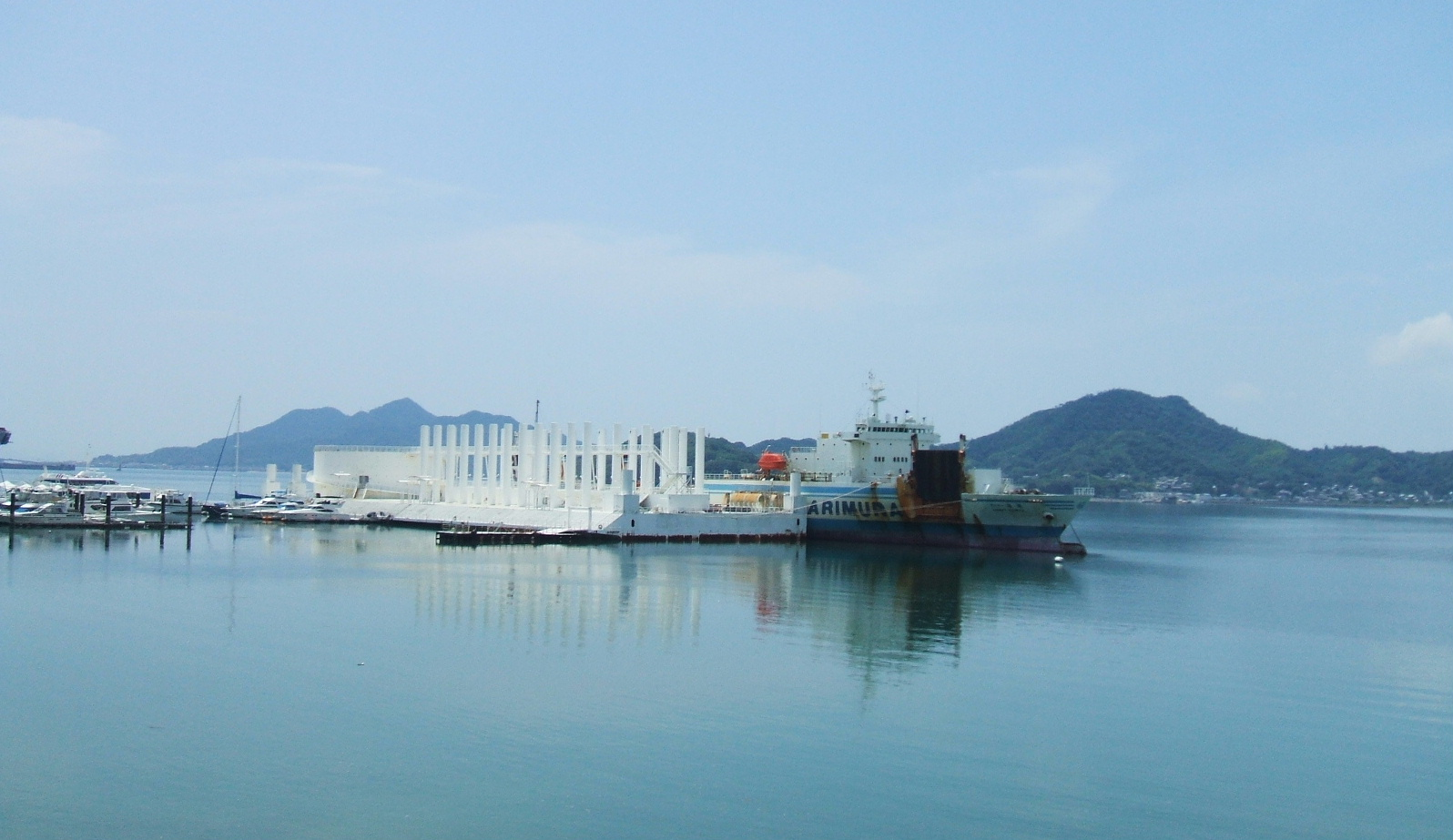
閉鎖後も残る水族館の施設跡

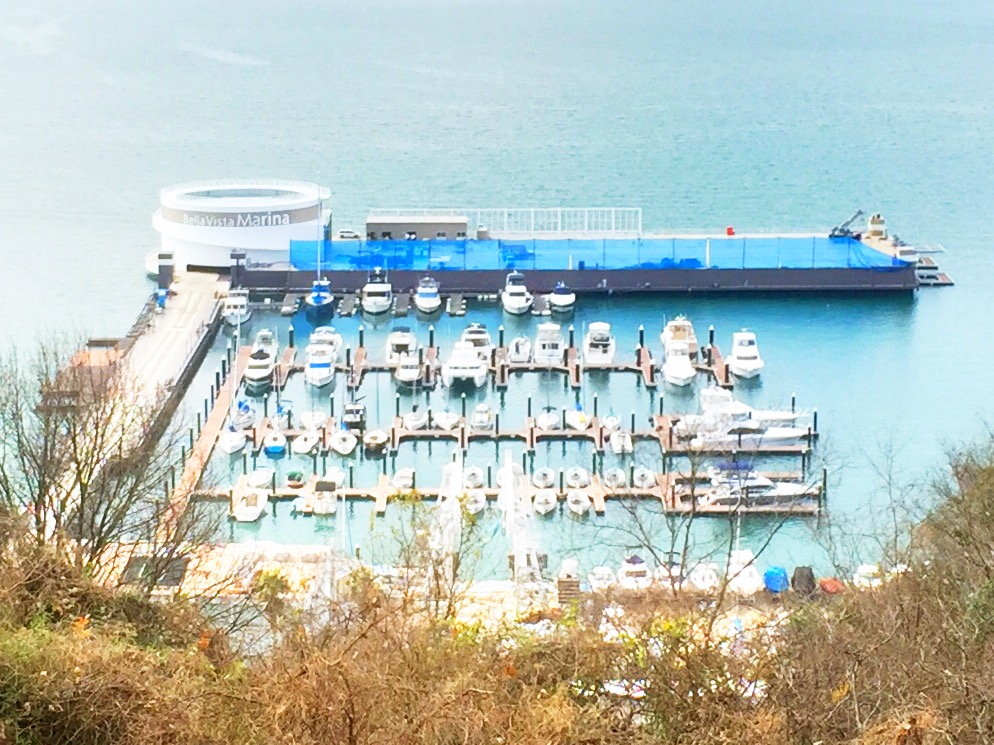
マリンパーク境ガ浜　2015年12月 旧水族館を改造中

### 水族園
正式な名前は「フローティングアイランド・水族園（Floating Island Aqua Life Park）」。マリンパーク境が浜のメイン施設だった。岸から200mの沖合いの海に浮かび、マリーナに係留されている人工島。いわゆる鋼鉄製のメガフロートで、内部に長さ30mの水中トンネルを備えた水族館があった(世界初の海に浮かぶ水族館)。マリーナに対する防波堤（浮消波堤）としても機能している。トンネル内部は「アンダーウォーターワールド」と呼ばれ、水量約1000tの水槽に約260種3000匹の魚が泳ぎ、軌道に乗ってゆっくり動くベンチに座りながら海中散歩を体感できるようになっていた。立体映像も楽しめた。上部は海上公園として整備され、白く塗装された30本の鉄管を塔のように建てて設置しギリシャ神殿状の外観となっている。鉄管の森の中には空中歩道が整備されていた。マゼランペンギンが集う「ペンギンハウス」や、ヒトデや貝などに直接触れることができる「タッチングプール」や展望鏡などもあった。3匹のイルカによるショーも行われていた。夏には沖合いで海上花火大会が行われた。1999年8月31日に閉館。その後は、マリーナの係留施設・消波堤とされていたが、2015年より上部の30本の鉄管や空中歩道を撤去して、観光用水上機の係留場として改築が進められ、「オノミチフローティングポート(OFP)」として水上機への搭乗施設として使用された（下記）。しかし水上機の運航も5年間で打ち切られ、「ベラビスタマリーナ」として再度係留施設が整備されている。

### 貝博物館
センターハウス2階にあり、広島市在住の貝コレクターの10数万点の寄贈品の中から、厳選された世界の希少貝の美品数千個を展示していた。水族館などとともに閉鎖し、その後はマリーナの管理棟として使用された。

### サウンズ・オブ・セト
当時国内最大規模(5,167t) のレストランクルーズ船。元々この船は国鉄の宇高連絡船「土佐丸」（1966年建造）で、1988年、航路廃止に伴い常石造船が買い取り、クルーズ船に大改造された。「しまなみロマンチッククルージング」として、当初は境ガ浜から瀬戸内海の島々を巡り塩飽諸島の与島を結ぶ航路だったが、前述の理由によりここでは客が少なかったため、尾道西御所岸壁を出港し境ガ浜を経由、多々羅大橋の下をくぐりしまなみ海道をめぐり尾道へと帰港する航路となった。船上映画館にて尾道を舞台とした映画「あの、夏の日」を先行公開（1999年5月2日）したりもしている。その後尾道からの航路も客足が伸びず、チャータークルーズとして全国にかり出されるようになる。1999年10月に営業停止。その後はインドネシアの船会社に売却されMABUHAY NUSANTARAという名称となった。ちなみに1995年阪神・淡路大震災のとき、常石造船の子会社・甲子園高速フェリーとの関係から救済に向かうこととなり、津名港（淡路島）に停泊し避難宿泊施設として使用（宿泊者延べ500人、風呂利用者5,000人）された。

### 水上機の運航
2016年-2021年まで、境ガ浜マリーナを起点に、水上機が運航されていた。機体はクエスト コディアック 100 水陸両用機である。運航は株式会社 せとうちSEAPLANESが実施し、操縦士はアメリカ国内で訓練を行っている。コディアック 100は浮揚までに530mの水上滑走距離を必要とし、高度15mを得るには、更に180mの距離が必要となった。せとうちSEAPLANESには大手航空会社、航空局、海上保安庁出身者が多いとされる。離着水の水面としては、境ガ浜マリーナと沖合の百島との海域が設定されていた（境ガ浜マリーナから500mの沖合）。2016年4月2日から事業開始し、当初は2機で遊覧飛行を行い、その後2機を追加して関西国際空港等からの瀬戸内観光客の輸送やチャーター飛行などを検討するとされている。パイロット以外の乗客4名だと同マリーナを中心に札幌・沖縄まで飛行でき、乗客9名でも関東や種子島まで飛行できるとした。コロナ感染拡大などもあり、思ったような集客が出来ず、2021年1月30日の最終フライトで営業を終了した。2022年に運営会社も清算されている。

## ロケ地
映画の街・尾道、常設オープンセットのあるみろくの里セット村が近くにあるため、テレビドラマや映画のロケーション撮影の場として利用された。
- 1989年7月 - ゴリラ・警視庁捜査第8班
- 1991年4月 - 幕末純情伝
- 1991年7月 - ふたり（尾道三部作）
- 1995年4月 - EAST MEETS WEST
- 1996年4月 - 瀬戸内ムーンライトセレナーデ

## 交通
- 車
  - 山陽自動車道福山西インターチェンジから20分[3]
  - JR福山駅から30分[3]
  - JR松永駅から30分
- バス（トモテツバス）
  - 福山駅あるいは松永駅から、新川線あるいは沼南線、「境ガ浜」バス停下車

## 特記事項
- マリンパーク境ガ浜が閉鎖を決定した同年に、広島県内で「呉ポートピアランド」も閉鎖した[6]。このため第3セクターの経営を問題視する声があった[1]。